# Souad Cherouati
Souad Cherouati (sinh ngày 10 tháng 2 năm 1989) là một vận động viên bơi lội người Algérie. Cô đã tham gia cuộc thi tự do 1500 mét nữ tại Giải vô địch thể thao dưới nước thế giới 2017.